# Hanxian
Hanxian (kinesiska: 瀚仙) är en köping i sydöstra Kina. Den ligger i Mingxi härad i staden Sanming i provinsen Fujian, omkring 200 kilometer väster om provinshuvudstaden Fuzhou. Antalet invånare är 10 396. Befolkningen består av 4 938 kvinnor och 5 458 män. Barn under 15 år utgör 11,0 %, vuxna 15-64 år 77 %, och äldre över 65 år 11,0 %.